# Klaus Tippel
Klaus Tippel (* 3. Mai 1913 in Berlin; † 18. März 1976 in Bremen) war ein deutscher Architekt und Baudirektor in Bremen. 

## Biografie
Tippel wuchs in Berlin auf. Er studierte Architektur an der Technischen Universität Berlin. 1943 leitete er die Bauabteilung der Focke-Wulf Werke in Posen. Nach dem Zweiten Weltkrieg kam er als Mitarbeiter von Focke-Wulf nach Bremen und trat in den Staatsdienst der Freien Hansestadt Bremen ein. Als Abteilungsleiter der Bauabteilung war er maßgeblich am Wiederaufbau der kriegszerstörten Stadt beteiligt. 1950 wurde er Baudirektor, später Oberbaudirektor. Er war in den 1950er Jahren zeitweise Vertreter des Senators für das Bauwesen zur Zeit von den Senatoren Emil Theil und Alfred Balcke sowie noch einmal 1970 für ein Jahr nach dem Ausscheiden von Franz Rosenberg unter Senator Hans Stefan Seifriz.
Ab 1941 war er verheiratet mit Maria Mahlberg.